# Vernaya pristina
Vernaya pristina is een fossiel knaagdier uit het geslacht Vernaya dat gevonden is in de Chuandong-grot in Zuid-China. Van deze soort is slechts één bovenkaak bekend met daarop de eerste twee kiezen. De soortaanduiding is het Latijnse woord pristinus 'primitief'. Het is een kleine soort. Het achterste deel van het foramen incisivum komt tot achter de voorkant van de eerste bovenkies. De knobbel t1bis op de eerste bovenkies ontbreekt. De knobbel t8 is groter dan t5. Het posterieure cingulum bereikt t3. De eerste bovenkies is 1,80 bij 0,96 millimeter, de tweede 1,13 bij 1,01 millimeter.
Vernaya foramena · Vernaya fulva · Vernaya giganta† · Vernaya meiguites · Vernaya nushanensis · Vernaya prefulva† · Vernaya pristina† · Vernaya wushanica†